# Conus infrenatus
Conus infrenatus é uma espécie de gastrópode do gênero Conus, pertencente à família Conidae.

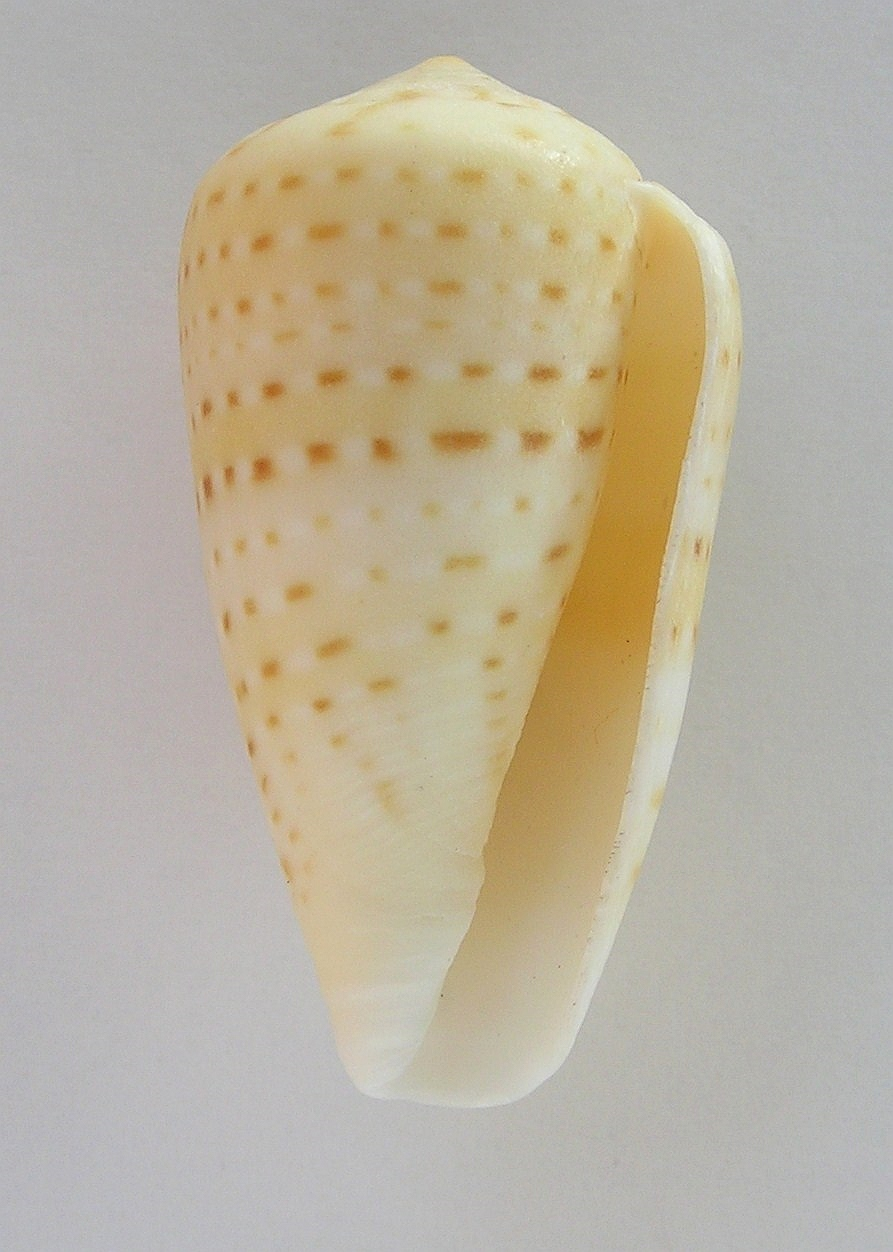